# پتاسیم پریدات

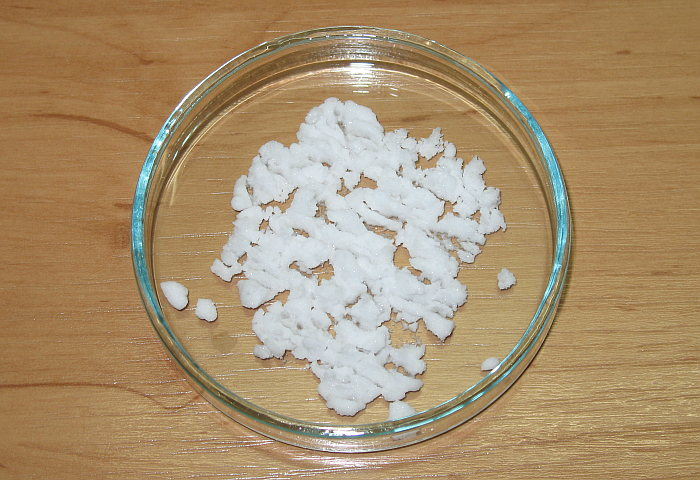
تصویر پتاسیم پریدات

پریدات پتاسیم یک نمک معدنی با فرمول مولکولی KIO4 است. این شامل یک کاتیون پتاسیم و یک آنیون پروتئیت می‌شود و همچنین به عنوان نمک پتاسیم اسید دوره‌ای شناخته می‌شود. توجه داشته باشید که تلفظ تلفظ برای iodate است، نه period-ate..
بر خلاف دیگر دوره‌های معمولی مانند پریدهای سدیم و اسید پریودیک، تنها در فرم متئاتریپاتاد موجود است. پتاسیم پرفیوژن ortho periodate (K 5 IO 6) گزارش نشده است.

## آماده‌سازی
پریآمد پتاسیم می‌تواند توسط اکسیداسیون یک محلول آبی ویتامین پتاسیم توسط کلر و هیدروکسید پتاسیم تهیه شود.
KIO 3 + Cl 2 + 2 KOH → KIO 4 + 2 KCl + H 2 O
این همچنین می‌تواند توسط اکسیداسیون الکتروشیمیایی یوادات پتاسیم تولید شود، با این حال حلالیت کم KIO 3 باعث می‌شود این روش از استفاده محدود استفاده شود.

## خواص شیمیایی
پریآاد پتاسیم در دمای ۵۸۲ درجه سانتیگراد تجزیه می‌شود تا یودات پتاسیم و اکسیژن تولید کند.
حلالیت کم KIO 4 باعث تعیین پتاسیم و سریم مفید می‌شود.
این کمی محلول در آب است (یکی از محلول‌های کمتر از نمک‌های پتاسیم، به دلیل یک آنیون بزرگ)، و باعث ایجاد محلول کمی قلیایی می‌شود. در حرارت دادن (به خصوص با اکسید منگنز (IV) به عنوان کاتالیزور)، آن را تجزیه می‌کند تا ایزوتوپ پتاسیم را تشکیل دهد و گاز اکسیژن را آزاد کند.

KIO 4 کریستالهای تتراگونال را از نوع Scheelite (گروه فضایی I 4 1 / a) تشکیل می‌دهد. 